# 7 км (роз'їзд, Донецька залізниця)
Роз'їзд 7 км — залізничний роз'їзд Донецької дирекції Донецької залізниці. Розташований поблизу с. Спартак, Ясинуватський район, Донецької області на лінії Донецьк — Покровськ між станціями Донецьк (6 км) та Авдіївка (8 км).
Через військову агресію Росії на сході Україні транспортне сполучення припинене.